# Drobné kolejivo

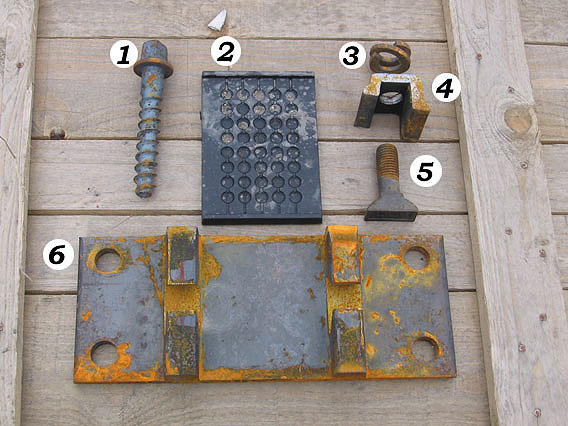
Žebrová podkladnice s příslušenstvím:1 – vrtule, 2 – pryžová podložka, 3 – pružná podložka, 4 – svěrka, 5 – šroub, 6 – podkladnice. Matice chybí

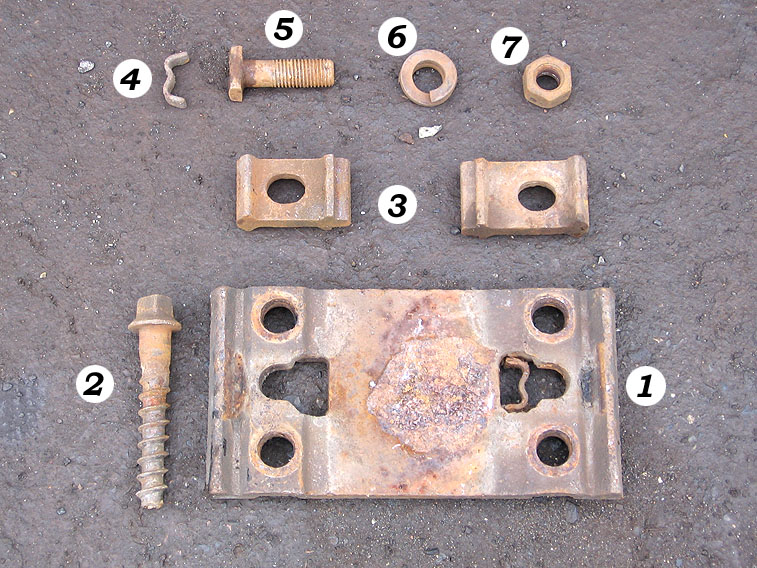
Rozponová podkladnice s příslušenstvím:1 – podkladnice, 2 – vrtule, 3 – rozponky, 4 – vložka („emko“), 5 – šroub, 6 – pružná podložka, 7 – matice

Drobné kolejivo je souhrnný název součástek, používaných k upevnění kolejnic k pražcům a u stykované koleje ke vzájemnému spojení jednotlivých kolejnic. Někteří autoři vyjímají z této množiny upevňovadla, takže pak hovoří o upevňovadlech a drobném kolejivu.
K drobnému kolejivu patří zejména:
- Podkladnice
- Vrtule (vruty pro připevnění podkladnic k pražcům)
- Svěrky
- Podložky
- Šrouby
- Matice
- Kolejnicové spojky (příložky)
- Hřeby (v současnosti používané v ČR jen u historických tratí (JHMD, Zubrnická museální železnice)